# NGC 6253
NGC 6253 је расејано звездано јато у сазвежђу Олтар које се налази на NGC листи објеката дубоког неба.
Деклинација објекта је - 52° 42' 57" а ректасцензија 16h 59m 6,1s. Привидна величина (магнитуда) објекта NGC 6253 износи 10,2. NGC 6253 је још познат и под ознакама OCL 972, ESO 180-SC2.